# Hattó d'Aquitània
Hattó o Ató d'Aquitània fou duc d'Aquitània juntament amb el seu germà gran Hunald. No se sap quan va nàixer però per l'edat suposada del seu pare Eudes I d'Aquitània hauria estat vers el 690. Apareix esmentat als Annales Metenses com "Hunaldus dux germanum suum nomine Hattonem" (Un germà del duc Hunald de nom Hattó). En el repartiment a la mort del seu pare el 735 li hauria pertocat Poitou (ja que va residir a Poitiers) i el Llemosí (fou enterrat a Sant Marcial, al Llemosí).
El 736 Carles Martell va envair el ducat i va repetir l'atac el 737; llavors els tres germans Hunald, Hattó i Remistany van combatre contra Carles Martell i es creu que Hattó fou fet presoner. Finalment Carles Martell, potser pressionat pels fets de Borgonya on el duc Mauront havia pactat amb els sarraïns, va haver de signar un acord de pau amb Hunald al que va reconèixer la possessió d'Aquitània amb títol de duc però a canvi de tenir el ducat a fe i homenatge d'ell mateix i dels seus fills Pipi (després Pipí el Breu) i Carloman. Hunald va acceptar aquestos termes i va jurar fidelitat a Carles Martell. Hattó no és esmentat.
Va morir no abans del 744, segons Jean Justin Monlezun el 745 per orde del seu germà Hunald, en revenja per haver col·laborat amb Carles Martell.
El nom de la seva muller no és conegut. Hauria tingut tres fills:
- Llop duc de Gascunya (penjat per orde de Carlemany el 775)[3]
- Artgari o Artagari, entregat com a ostatge a Pipí el Breu per Hunald (737).[4] La carta d'Alaó esmenta descendència però cap ha estat testimoniada per altres fonts.
- Icteri, entregat com a ostatge a Pipí el Breu per Hunald (737)[4]